# Seance (švédská hudební skupina)
Seance je švédská deathmetalová hudební skupina z Linköpingu, která vznikla v roce 1990 sloučením dvou místních kapel Total Death a Orchriste.
Náleží do první vlny švédských death metalových skupin vedle např. Entombed, Dismember, Unleashed, Therion, Grave, Edge of Sanity, Hypocrisy, Tiamat, které vydaly svá debutová alba na počátku 90. let 20. století. Na rozdíl od výše jmenovaných se v hudební branži příliš neprosadila.
Debutové studiové album Fornever Laid to Rest vyšlo v roce 1992 pod hlavičkou švédského vydavatelství Black Mark Production.

## Diskografie
Dema
- Levitised Spirit (1991)[1]

Studiová alba
- Fornever Laid to Rest (1992)
- Saltrubbed Eyes (1993)
- Awakening of the Gods (2009)

Split nahrávky
- Kallöprion kilmisteri - Silurian Overkill (1995) – split 12" vinyl s kapelou Denata